# 细叶雪茄花
细叶雪茄花（学名：Cuphea hyssopifolia），又名細葉萼距花，为千屈菜科克非亚草属下的一种常綠小型灌木，原產於墨西哥、關塔那摩和洪都拉斯。因葉小以及褐色蒴果似雪茄，所以名為細葉雪茄花。花期長，全年都會不斷綻放小小的花朵，有紫紅、桃紅及白色品種。種植容易，經常修剪可促使生長更為茂密，適合花壇或盆栽，也可做為低矮的綠籬。它的高度可達60 cm（24英寸），寬可達90 cm（35英寸）。

## 扩展阅读
- 維基物種上的相關：细叶雪茄花